# 蔡可教
蔡可教（1533年—1607年），字子受（或孟受），别號虚吾，直隸廣平府成安縣人，民籍，明朝政治人物。

## 生平
師從唐一軒先生，兵备李冕召他与其子一起读书，所得蔬果則带回家，言祖父未曾尝过，李冕稱赞他是陆绩。嘉靖三十七年（1558年）中戊午科順天府鄉試第二十六名。嘉靖三十八年（1559年）聯捷己未科三甲22名進士。授南陽府推官，擢户部主事，領徐州倉，遷户部郎中，出守德安府。隆慶五年（1571年）五月擢陕西臨潼副使，驿遞衝疲，多所釐裁，往来者銜之，万历三年（1575年）五月謫山东按察司遼海道僉事。御史劉臺因为弹劾张居正，被缇騎逮入诏狱，官属不敢通，可教獨往探視，居正怒，于万历五年（1577年）正月移任山西行太仆寺少卿，不久以考察黜職。万历三十五年卒，年七十五。

## 家族
曾祖蔡和；祖父蔡果；父蔡紹先，歲貢生，曾任长葛知县。母劉氏。
有弟蔡可賢、蔡可行，三人皆有文名，號“成安三蔡”。